# Nokia E50
Il Nokia E50 è uno smartphone quadriband prodotto da Nokia annunciato il 18 maggio 2006 come parte della Eseries.
Il prodotto è pensato principalmente per il mercato aziendale. Include un sofisticato supporto per i sistemi Intellisync Wireless EMail di Nokia, BlackBerry Connect, Visto Mobile, ActiveSync Mail per Exchange e Altexia. Consente di visualizzare allegati Word, PowerPoint ed Excel, oltre che documenti PDF. Non può tuttavia modificare tali documenti. La sincronizzazione con altri dispositivi è possibile tramite applicazioni di trasferimento dati.
Fra le altre caratteristiche del prodotto vi sono il supporto EDGE, Bluetooth 2.0, una fotocamera da 1280x960 pixel (1.3 megapixel), uno slot per schede di memoria MicroSD e un player audio. Il cellulare non supporta UMTS, Wi-Fi o Radio FM.
Il sistema operativo è Symbian OS 9.1 Series60 v3.0 che non è compatibile a livello binario con il software sviluppato per le versioni precedenti.